# Kim Rhodes
Kimberly "Kim" Rhodes (født 7. juni 1969) er en amerikansk skuespillerinde, sikkert bedst kendt for sine roller som "Cindy Harrison" i de to sæbeoperaer: Another World og As the World Turns og Carey Martin i Disney Channels sitcom Zack og Codys Søde Hotelliv, hvor hun spillede moderen til tvillingerne, Zack og Cody (Dylan og Cole Sprouse).